# Хорезмский областной комитет КП Узбекистана
Хорезмский областной комитет КП Узбекистана - орган управления Хорезмской областной партийной организацией, существовавшей в 1938-1991 годах.
Хорезмская область Узбекской ССР с ц. в г. Ургенч была образована 15.01.1938, с 1992 года Хорезмский вилайет.
Хорезмская область существовала и ранее - с 1921 по 29.09.1926, причем с 29.01.1925 центром области был г. Хива.
- август — октябрь 1923-1923 Сегизбаев, Султан Сегизбаевич, секретарь

## Первые секретари обкома (1938—1991)
- 1938 — Ибрагимов, Ахмеджан (председатель Оргбюро)
- 1938—1944 — Якубджанов, Мухамеджан
- 1944—1947 — Насыров, Фатхулла Расулович
- 1949—1950 — Искандаров, Имамкул
- 1950—1960 — Рахманов, Мадраим Рахманович
- 1960—1963 — Шамсудинов, Фахредин Шамсудинович
- 1963—1968 — Рахимов, Бекташ Рахимович
- 1968—13.01.1986 — Худайбергенов, Мадьяр
- 13.01.1986—12.09.1988 — Миркасымов Мирахат Мирхаджиевич
- 12.09.1988—14.09.1991 — Худайбергенова, Римаджан Матназаровна